# Палиностудес
Палиностудес (на гръцки: Παλλινοστούντες или Παλιννοστούντες, Палиностудес, в превод репатрирани) е село в Егейска Македония, Гърция, дем Костур, област Западна Македония. Селото е на практика западна махала на село Четирок (Месопотамия). Като отделно селище се води от преброяването от 2011 година, когато заедно с Четирок и Тиквени (Колокинту) съставлява демова единица Четирок и има 112 жители.